# Anderslövs församling
Anderslövs församling är en församling som utgör ett eget pastorat i Skytts och Vemmenhögs kontrakt i Lunds stift i Svenska kyrkan. Församlingen ligger i Trelleborgs kommun i Skåne län.

## Administrativ historik
Församlingen har medeltida ursprung. Tidigt införlivades Markie församling.
Församlingen var till 1 maj 1921 annexförsamling i pastoratet Grönby och Anderslöv. Från 1 maj 1920 till 2002 var församlingen moderförsamling i pastoratet Anderslöv och Grönby som från 1962 även omfattade Gärdslövs och Önnarps församlingar samt från 1962 till 1980 Börringe församling. Församlingen införlivade 2002 Grönby, Gärdslövs och Önnarps församlingar och utgör sedan dess ett eget pastorat. År 2010 införlivades Alstads församling.

## Kyrkor

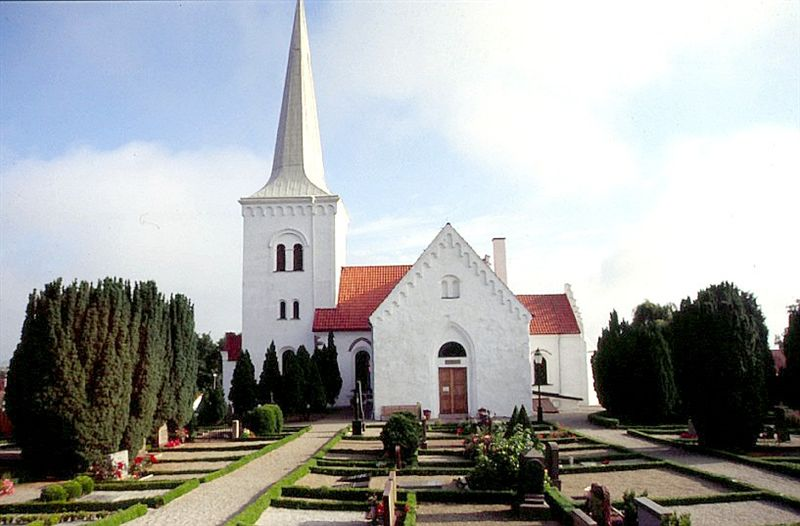
Anderslövs kyrka
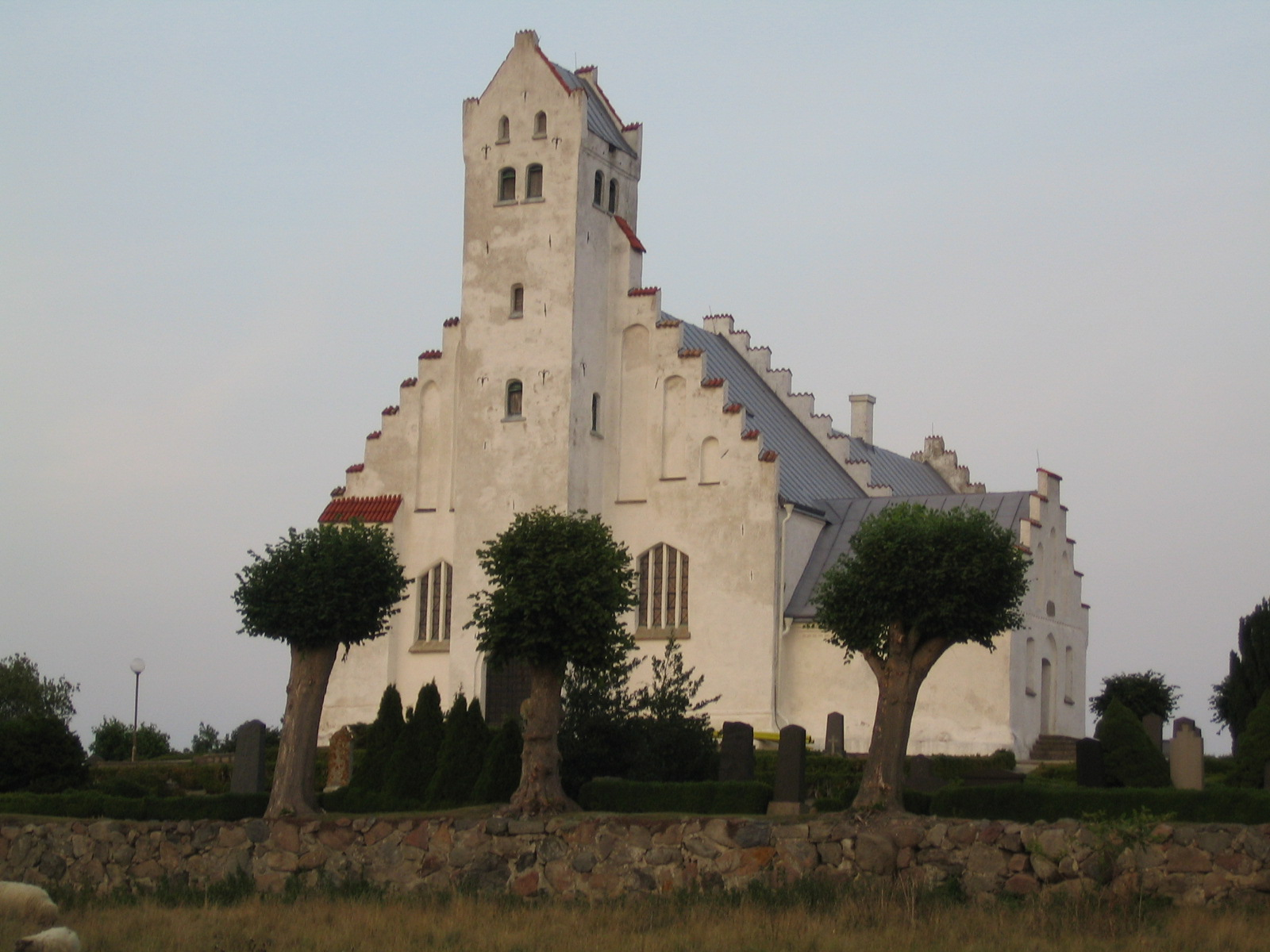
Fru Alstads kyrka
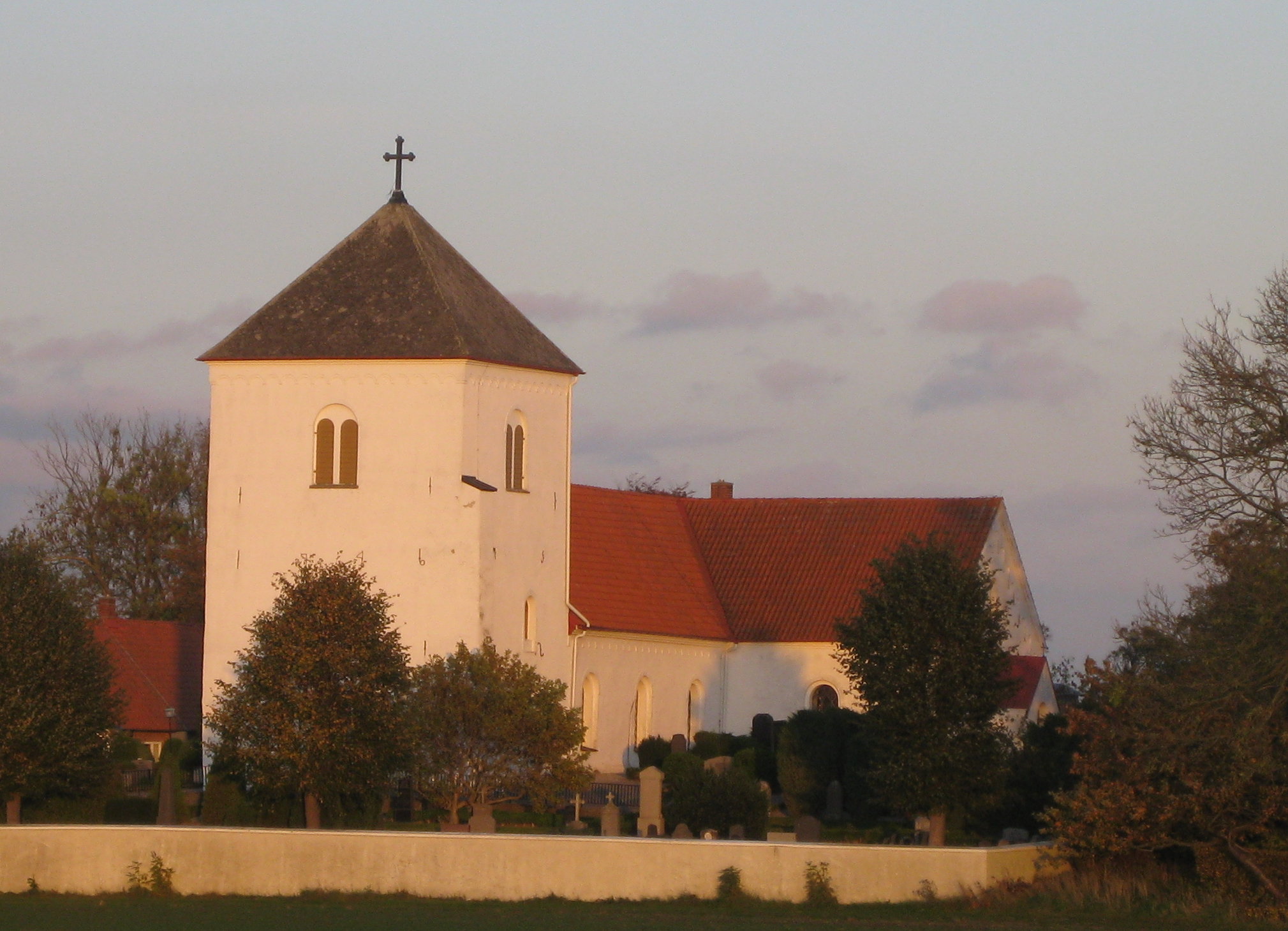
Grönby kyrka
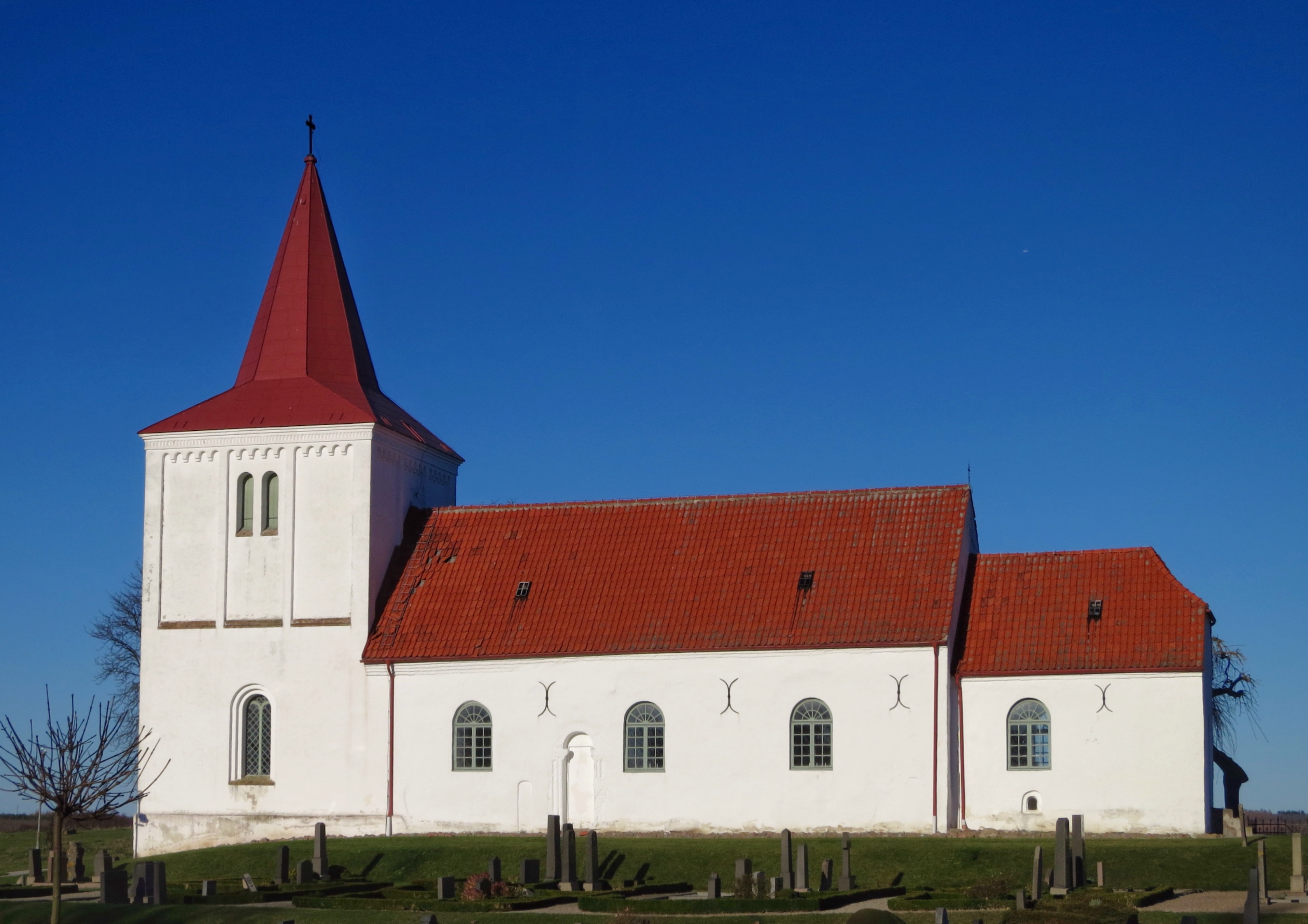
Gärdslövs kyrka
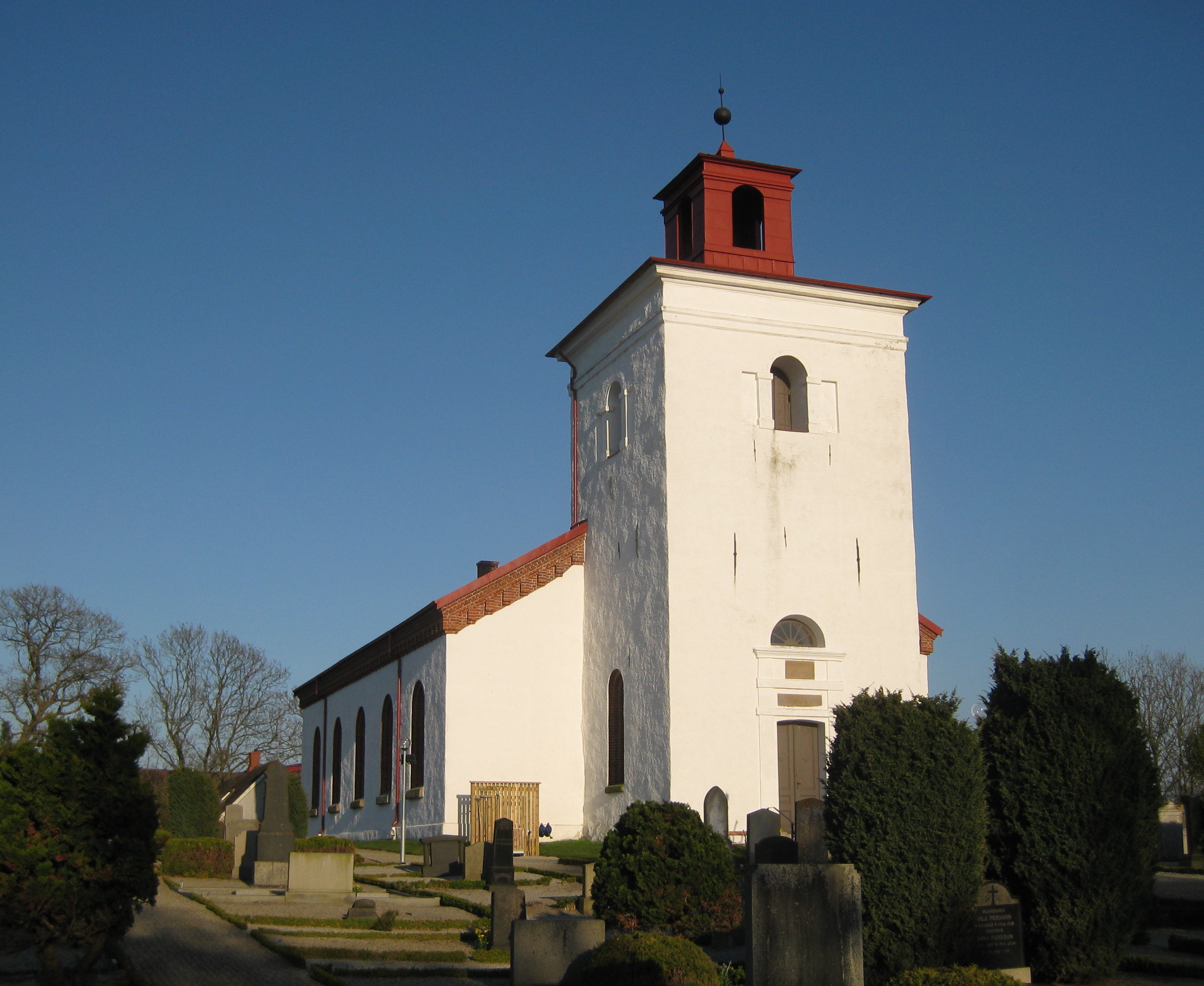
Lilla Slågarps kyrka
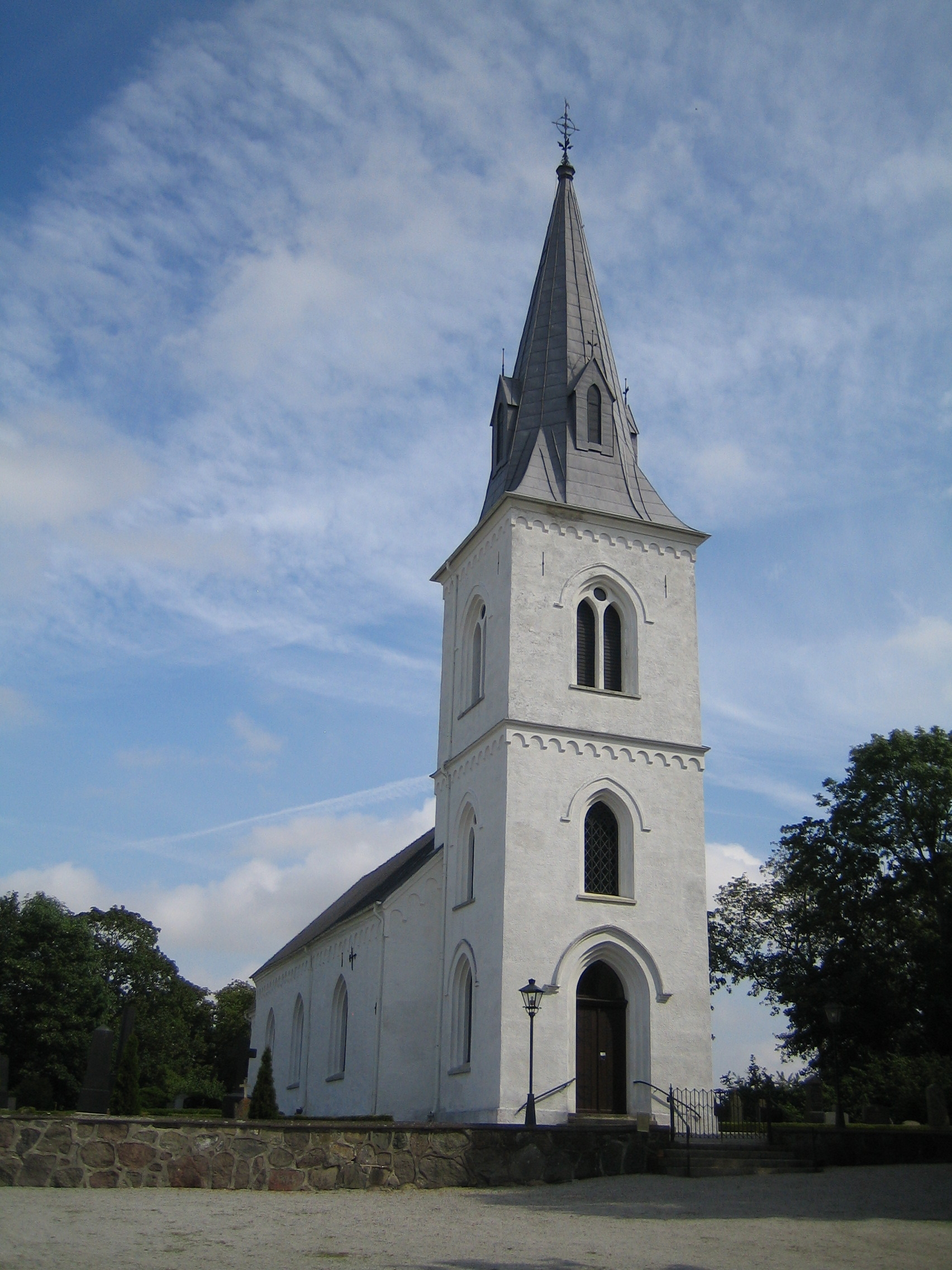
Stora Slågarps kyrka
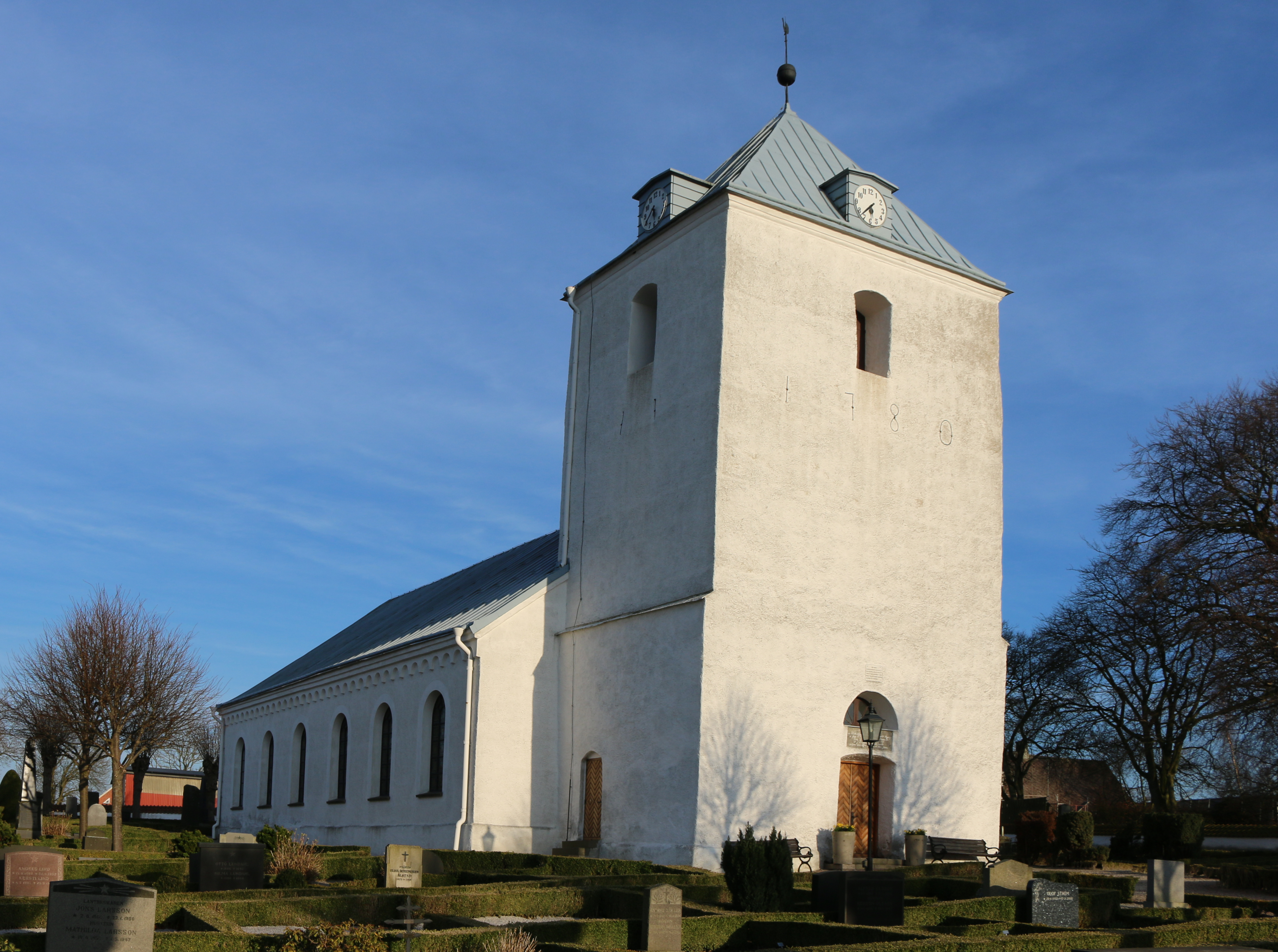
Västra Alstads kyrka
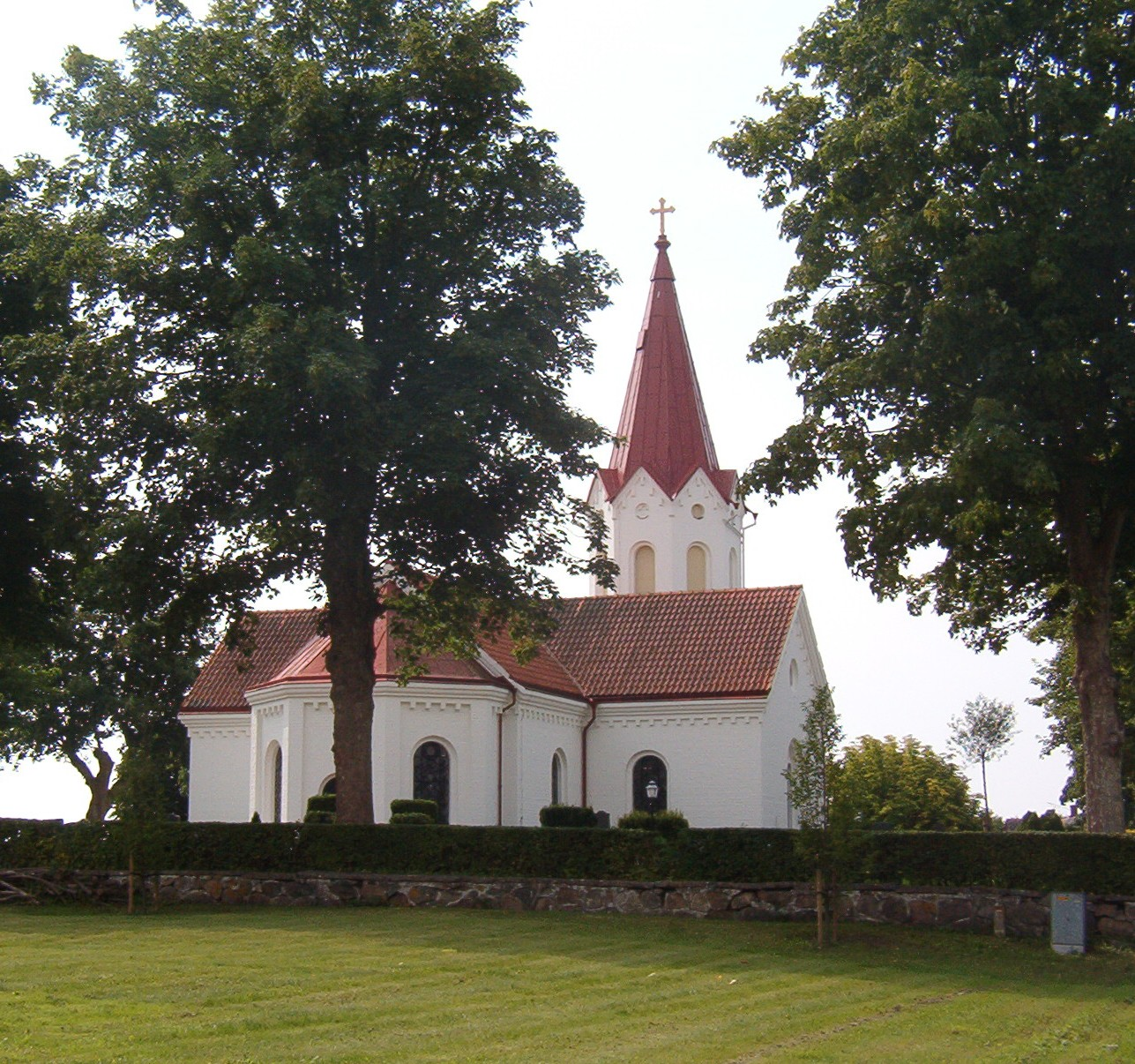
Önnarps kyrka